# Campodorus barbator
Campodorus barbator är en stekelart som beskrevs av Dmitriy R. Kasparyan 2006. Campodorus barbator ingår i släktet Campodorus och familjen brokparasitsteklar. Inga underarter finns listade.